# فيفا 2001
فيفا 2001 (بالإنجليزية: FIFA 2001)‏ هي لعبة فيديو من نوع رياضة كرة القدم ، صدرت في السوق سنة 2001م ، وهي متوفرة لأنظمة بلاي ستيشن وبلاي ستيشن 2 ومايكروسوفت ويندوز ، توفر اللعبة عدة دوريات أوروبية ومنها الدوري الإنجليزي والإسباني والإيطالي والفرنسي وغيره.

## وصلات خارجية
- قالب:Link MobyGames
- [[En|no غيم سبوت]]